# Circobotys heterogenalis
Circobotys heterogenalis is een vlinder van de familie van de grasmotten (Crambidae). De wetenschappelijke naam van deze soort is voor het eerst voorgesteld als Omiodes heterogenalis door Otto Bremer in een publicatie uit 1864.
De soort komt voor in het Russische Verre Oosten (Oessoeri), China (Beijing, Chongqing, Guangxi, Guizhou, Hainan, Hebei, Hunan, Jiangsu, Jiangxi, Tianjin, Shandong), Korea en Japan (Hokkaido).